# Avro Blue Steel
Blue Steel war eine britische Luft-Boden-Rakete, die zur Zeit des Kalten Krieges als Trägersystem für einen thermonuklearen Sprengkopf diente. Sie wurde vom Flugzeughersteller Avro produziert und ausschließlich von den strategischen Bombern Avro 698 Vulcan, Vickers 667 Valiant und Handley Page H.P.80 Victor verwendet.
Die Entwicklung der Waffe ging auf ein Memorandum der Regierung aus dem Jahre 1954 zurück. Es stellte fest, dass die sowjetische Flugabwehr wahrscheinlich schon im Jahre 1960 in der Lage sein werde, die britische V-Bomber-Flotte ernsthaft zu gefährden.
Ein Problem bei der Entwicklung war, dass die Konstrukteure in der Planungsphase keinerlei Informationen über die Größe und Beschaffenheit des Gefechtskopfes hatten, da die erste britische Wasserstoffbombe erst 1957 fertiggestellt wurde.
Die Waffe hatte die Ausmaße eines kleinen Jagdflugzeuges und verfügte über Deltaflügel mit Canard-Vorflügeln. Als Treibstoff wurde ein Gemisch aus Wasserstoffperoxid und Kerosin verwendet. Der Betankungsvorgang dauerte fast eine halbe Stunde und war sehr gefährlich. Als Sprengkopf wurde eine thermonukleare 1,1-Mt-Bombe W-28 „Red Snow“ benutzt.
Nach dem Start der Waffe, der in beliebiger Operationshöhe der Bomber von Baumwipfelhöhe bis 22.000 m erfolgen konnte, beschleunigte die Rakete mit ihrem Marschtriebwerk auf eine Geschwindigkeit von Mach 1,5. In dieser Phase war sie auch in der Lage, Ausweichmanöver zu fliegen. Im eigentlichen Zielgebiet wurde die zweite Stufe gezündet, die den Flugkörper auf eine Geschwindigkeit von Mach 3 beschleunigte. In Abhängigkeit zur Schussdistanz traf die Rakete das Ziel mit einem Streukreisradius (CEP) von 90–630 m.
Blue Steel wurde 1963 in den Truppendienst übernommen, obwohl die Nachteile der Waffe, insbesondere die geringe Reichweite, längst bekannt waren. Schon vor der Einführung war die Beschaffung eines Nachfolgers, der Blue Steel Mark 2 geplant, die an Stelle des Raketentriebwerks ein Staustrahltriebwerk führen sollte, um die Reichweite zu vergrößern. Diesen Plan ließ man aber ebenso schnell wieder fallen.
Als Alternative bestand die Möglichkeit, die in der Entwicklung befindliche US-amerikanische AGM-48 Skybolt zu kaufen. Dieses Projekt wurde aber von den Amerikanern nach mehreren Fehlschlägen 1962 eingestellt.
Die Blue Steel wurde offiziell am 21. Dezember 1969 außer Dienst gestellt. Insgesamt wurden 57 Raketen produziert.
Ihre Rolle übernahmen die Polaris-Raketen der Royal Navy, die auf Atom-U-Booten der Resolution-Klasse stationiert waren.